# レーン・コミュニティ・カレッジ
レーン・コミュニティ・カレッジ（Lane Community College, LCC）は、アメリカ合衆国オレゴン州ユージーンに本部を置くコミュニティ・カレッジ。標語は"Transforming Lives Through Learning"。

## 教育
レーン・コミュニティ・カレッジは次の準学士号を提供する。
- 文学系準学士号
- 文学系準学士号（オレゴントランスファー）
- 応用科学系準学士号
- 一般教養準学士号
- 理学系準学士号

この他、1年間分の修了証明書や総合教育開発プログラムを提供している。

## 認定
レーン・コミュニティ・カレッジは北西地区大学基準協会の認定校である。

## 地理と配置
レーン・コミュニティ・カレッジはユージーンの最も南東、州間高速道路5号線のすぐ西にある丘陵の中腹に位置している。19棟の建物がメインキャンパスに建っているが、丘状の地形のため、キャンパスの一番端にある建物の4階は、反対側の端にある建物の1階より若干高い程度となっている。センターという建物には、図書館、本屋、カフェテリア、英語や外国語の教室の大部分が入っている。エンロールメント・サービスという建物は、入学手続きや経理などが行われる学生センターである。
LCCのキャンパス内は車椅子でほとんどの移動が可能であり、近くの建物同士を結ぶコンクリート造りの連絡通路が敷かれている。駐車場はキャンパスを囲うようにして3面あり芝生はしかれていない。西側の駐車場からキャンパスに入ると、最近リフォームされた中庭がある。この中庭に以前大きなコンクリート造りの噴水があったが、最近になって先住植物と中央に小規模の石造りの噴水を備えた迷路園に変えられた。
キャンパスの西側には常緑樹林があり、芝が絡みついた小道が敷かれている。小道は体育の授業で用いられている。